# Eerste Slag bij Charleston Harbor
De Eerste Slag bij Charleston Harbor vond plaats op 7 april 1863 nabij Charleston, South Carolina tijdens de Amerikaanse Burgeroorlog.

## Achtergrond
In april bereidde generaalmajoor David Hunter zijn troepen voor om samen te werken met de marine bij een bombardement van Fort Sumter in Charleston Harbor.

## De slag
Op 7 april bombardeerde het South Atlantic Squadron onder leiding van viceadmiraal Samuel Francis Du Pont Fort Sumter en de stellingen in Charleston Harbor. Dit bombardement had weinig resultaat. Er werd dan ook beslist dat de infanterie onder leiding van Hunter niet aan land zouden gaan. De operatie werd stopgezet. De Ironclads USS Keokuk, USS Weehawken, USS Passaic, USS Montauk, USS Patapsco, USS New Ironsides, USS Catskill, USS Nantucket en de USS Nahant maakten deel uit van het eskadron. De Keokuk werd meer dan 90 keer getroffen door accuraat Zuidelijk kanonvuur. De volgende dag zou het schip zinken.

## Bron
- National Park Service - Charleston Harbor

 Fort Sumter · Santa Rosa Island · Fort Pulaski · Forten Jackson en St. Philip · New Orleans · Secessionville · Simmon's Bluff · Tampa · Baton Rouge · 1ste Donaldsonville · St. John's Bluff · Georgia Landing · 1ste Fort McAllister · Fort Bisland · Irish Bend · Vermillion Bayou · 1ste Charleston Harbor · 1ste Fort Wagner · Grimball's Landing · 2de Fort Wagner · 2de Charleston Harbor · 2de Fort Sumter · Plains Store · Port Hudson · LaFourche Crossing · 2de Donaldsonville · Kock's Plantation · Stirling's Plantation · Fort Brooke · Gainesville · Olustee · Natural Bridge